# 覚翁寺
覚翁寺（かくおうじ）は、千葉県勝浦市にある浄土宗の寺院。

## 歴史
慶長年間（1596年 - 1615年）、植村泰忠の開基である。植村泰忠は徳川家康の家臣で、家康の江戸入府に伴い、勝浦の領主となった。その際に菩提寺として寺を創建した。泰忠は勝浦朝市を開いたことでも知られている。
3代泰朝の代に現在地に移転させ、父泰勝の幼名「覚翁丸」にちなみ、「浄林寺」から「覚翁寺」に改称した。その後も、植村家の大名昇格もあり寺運興隆したが、1751年（寛延4年）、分家の不祥事を隠蔽した罪により改易され、菩提寺だった当寺も次第に衰微していった。
1907年（明治40年）に着任した戒誉大忍によって、少しずつ再興していった。

## 文化財
- 宝筺印塔（勝浦市指定有形文化財）[4]

## 交通アクセス
- 勝浦駅より徒歩10分。